# Nathalia Crane
Nathalia Clara Ruth Crane (ur. 11 sierpnia 1913 w Nowym Jorku, zm. 22 października 1998) – poetka amerykańska, uważana za cudowne dziecko liryki Stanów Zjednoczonych.

## Życiorys
Kiedy miała 10 lat, napisała wiersze składające się na tomik Janitor's Boy, and Other Poems, który został wydany przez nowojorską oficynę Thomasa Seltzera w 1924. Po ukazaniu się drugiego zbiorku poeta Edwin Markham zasugerował mistyfikację (hoax), uważając, że wiersze są zbyt dojrzałe jak na wczesną nastolatkę. W dorosłym życiu Nathalie została profesorem literatury. Dwukrotnie wychodziła za mąż, najpierw za Vete’a George’a Blacka, a następnie za Petera O'Reilly’ego.

## Twórczość
Oprócz debiutanckiego tomiku Nathalia Crane wydała między innymi zbiorki Lava Lane, and Other Poems (1925), The Singing Crow (1926), Venus Invisible, And Other Poems (1928), Pocahontas (1930), Swear by the Night (1936) i The Death of Poetry: A Dramatic Poem in Two Parts (1942). Opublikowała też trzy powieści The Sunken Garden (1926), An Alien from Heaven (1929) i The Campus Drum Beat (1969).